# Province de Ruyigi
 (août 2021).
Si vous disposez d'ouvrages ou d'articles de référence ou si vous connaissez des sites web de qualité traitant du thème abordé ici, merci de compléter l'article en donnant les références utiles à sa vérifiabilité et en les liant à la section « Notes et références ».

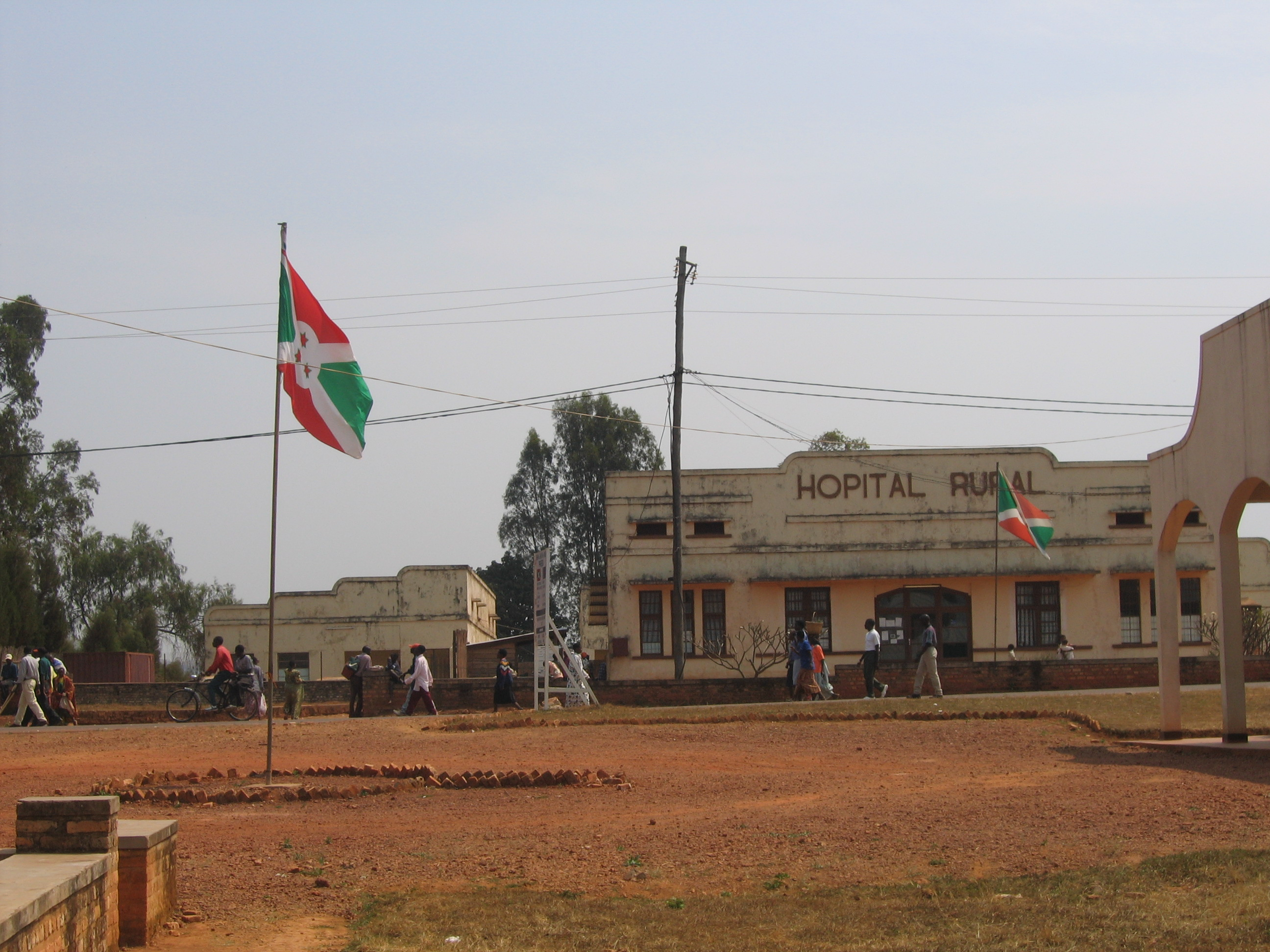
Hôpital, Ruyigi, Burundi

La province de Ruyigi est une des 18 provinces du Burundi. Sa capitale est Ruyigi.
La province de Ruyigi est la plus grande du pays. La population est de 548 404 habitants avec une densité de 234 hab./ km2.
La province de Ruyigi a septs communes: Butaganzwa, Butezi, Bweru, Gisuru, Kinyinya, Nyabitsinda, Ruyigi.